# Pueblo navideño
Un pueblo navideño (o putz) es un pueblo decorativo a escala en miniatura que a menudo se instala durante la temporada navideña. Estos pueblos tienen sus raíces en las elaboradas tradiciones navideñas de la iglesia morava, una denominación protestante. Los pueblos navideños de cartón producidos en masa se hicieron populares en los Estados Unidos a principios y mediados del siglo XX, mientras que las versiones de porcelana se hicieron populares en la última parte del siglo.

## Historia

### Origen
La tradición de las aldeas navideñas decorativas construidas alrededor del árbol de Navidad tiene sus raíces en las tradiciones navideñas de finales del siglo XVIII de la iglesia de Moravia, una denominación protestante con asentamientos tempranos en Salem, Carolina del Norte y Belén, Pensilvania. Karal Ann Marling escribe que "Esto generalmente tomaba la forma de un elaborado paisaje con animales, que puede o no haber aludido a las criaturas en el establo de Belén o a los pasajeros del Arca de Noé... el putz típico fue más allá de los límites de cualquier escena bíblica en un género puro y exuberante". Estos crecieron para abarcar mucho más que un belén, con animaciones como molinos de harina en funcionamiento, perros que saltan, agua corriente con cascadas y trenes eléctricos, y podían llenar una habitación completa. Las familias organizaban "fiestas putz" y competían por el mejor espectáculo. El término se derivó del verbo alemán putzen, que significa "limpiar" o "decorar".

### Producción en masa
Después de la Segunda Guerra Mundial, varias empresas japonesas comenzaron a producir en masa casas, iglesias y otros edificios de cartón o papel. Estos pequeños edificios generalmente tenían agujeros en la parte trasera o en la parte inferior a través de los cuales se colocaban luces navideñas para proporcionar iluminación. Los edificios tenían pequeñas ventanas de celofán de colores y estaban decorados con techos espolvoreados con mica para dar la apariencia de nieve. Dado que estos edificios estaban hechos de material económico y estaban ampliamente disponibles en todo Estados Unidos, se convirtieron en una decoración navideña muy popular.

### Pueblos modernos
En la década de 1970, se introdujeron los pueblos navideños de cerámica o porcelana y comenzaron a ganar popularidad. El Departamento 56 fue una de las primeras empresas en construir estos edificios y sigue siendo una de las más conocidas. Otras empresas, como Lemax, también han producido aldeas similares, y se venden muchas otras marcas. En Europa, Luville y Dickensville son marcas establecidas.
Los edificios de las aldeas navideñas no suelen estar hechos a una escala relativa constante. El edificio de una iglesia bien podría tener diez veces la altura de una casa común en la realidad, pero esto haría que los modelos fueran muy engorrosos y se verían extraños dentro de una exhibición de pueblo navideño. Solo es necesario que el edificio de la iglesia sea notablemente más alto que la casa, para darle una estatura imponente.
Como muchas otras tradiciones navideñas, la noción de un pueblo para celebrar un día festivo se ha extendido a otros días festivos, con algunas empresas que hacen pueblos de Halloween y Pascua.